# Glafit
glafitは、和歌山県和歌山市に本社を置くハードモビリティベンチャー。

## 業務概要

### glafitの作っているモビリティ
GFRシリーズ
2017年、クラウドファンディングサービスMakuakeにて「自転車＋バイク＝glafitバイク　スマートな折り畳み式電動ハイブリッドバイク」としてGFR-01の販売を行い、当時の応援販売金額の日本記録を更新し、約1.3億円を売り上げた。その後、オートバックス・ビックカメラ・蔦谷家電などの大手の他、自転車販売店やバイク販売店にて販売を開始。また、自社ECでも販売を行っている。
2020年11月、モデルチェンジを行い、後述するモビチェン機構をつけたGFR-02の製品発表会を開催。
LOM
X-SCOOTER LOMは、電動立ち乗りスクーターであり、電動キックボードに近しい。
2020年、CESにて製品発表を行い、キックスターターで2月販売を開始するが新型コロナウイルスの影響により断念。
2020年5月から8月にMakuakeで「“ちょっとそこまで”の移動を楽しく便利で快適に！【X-SCOOTER LOM】」として先行予約販売を行い、約1.55億円分を販売した。2プロジェクト連続での1億円越えは初となる。
フル電動バイク
HELLO CYCLING等を運営するOpenStreet社に対し、シェアモビリティとして特定小型原動機付自転車に該当する電動バイクを供給する。これは特定原付の最高速度条件を満たすためにペダルを備えず、完全にハンドルのスロットルのみで速度を制御する。2024年1月にサービスイン予定。

### glafitの製品以外での活動
2019年より「規制のサンドボックス制度」を利用した法改正に取り組んだ。この実証後は、ペダルのみ走行モードにおいては、普通自転車として取り扱われることを要望していた。2020年10月には「新機構をつけたglafitバイクの電源をOFFにし、ナンバープレートを覆った時は道路交通法上、普通自転車として取扱いとして認める」という回答が発表された。
この機構はモビリティカテゴリーチェンジャー(Mobility Category Changer；通称『モビチェン』) と称されるもので、2022年12月に上述対応モデルの初回予約販売が行われ、翌年1月以降取扱店にて順次発売されている。
それに先立ち2020年9月、日本電動モビリティ推進協会を設立し、会長にglafit代表取締役CEOの鳴海禎造が就任。特定小型原動機付自転車制度にも影響を与えている。